# El libro de los Baltimore
El libro de los Baltimore es un libro del escritor suizo Joël Dicker en 2016 y distribuido por la editorial Alfaguara. 
Se trata de un thriller acerca de la investigación de un crimen. Es el segundo libro de la trilogía formada también por La verdad sobre el caso Harry Quebert y El caso Alaska Sanders.

## Resumen
Hasta que tuvo lugar el Drama existían dos ramas de la familia Goldman: los Goldman de Baltimore y los Goldman de Montclair. Los Montclair, de los que forma parte Marcus Goldman, autor de La verdad sobre el caso Harry Quebert, es una familia de clase media que vive en una pequeña casa en el estado de Nueva Jersey. Los Baltimore, prósperos y a los que la suerte siempre ha sonreído, habitan una lujosa mansión en un barrio de la alta sociedad de Baltimore.
Ocho años después del Drama, Marcus Goldman pone el pasado bajo la lupa en busca de la verdad sobre el ocaso de la familia. Entre los recuerdos de su juventud revive la fascinación que sintió desde niño por los Baltimore, que encarnaban la América patricia con sus vacaciones en Miami y en los Hamptons y sus colegios elitistas. Con el paso de los años la brillante pátina de los Baltimore se desvanece al tiempo que el Drama se va perfilando. Hasta el día en el que todo cambia para siempre.
La versión en español es traducción de María Teresa Gallego Urrutia y Amaya García Gallego, consta de 488 páginas y está distribuido por la editorial Alfaguara.